# Слуцький Троїцький монастир

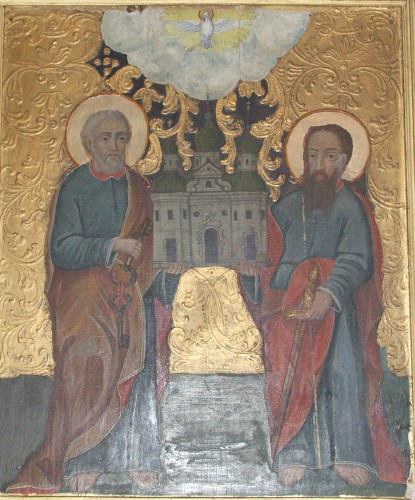
Слуцький Троїцький монастир на іконі XVII ст.

Слуцький Троїцький монастир — пам'ятна білоруської культової архітектури, зруйнована російськими окупаційними режимами у ХХ столітті. З 1659 року — де-факто центр Київської православної митрополії у Великому князівстві Литовському. 

## Історія Троїцького монастиря
Час заснування Троїцького монастиря невідомий. Перша згадка про нього датується 1445 роком. Стояв монастир поблизу міста, нижче за течією річки Случ. Навколо монастиря стали селитися люди, утворилося передмістя Тройчани, а вулиця від міста до монастиря стала називатися Тройчанською. Монастир мав грамоту польського короля, яка підтверджувала його православний статут.
З 1560 року при монастирі існує духовна школа, в якій вивчалися богослов'я, риторика, слов'янська і грецька граматики. Відомо і про маленьку бібліотеку монастиря: в 1494 році було 45 книг .
У 1571 році настоятелем монастиря був архімандрит Михайло Рагоза, майбутній київський митрополит. З 1659 року архімандрити монастиря є заступниками київського митрополита на території Великого князівства Литовського.

При монастирі відкривається православна Семінарія, якою керував до 1575 року колишній Ігумен Троїце-Сергієвої лаври Артемій. Після нього семінарію очолив учень Артемія — Марк Сарихозін. На початку XVII століття семінарії вже не було. Знову вона (колегіум) виникає в XVIII столітті. Слуцький архімандрит Досифей Галяховський в 1761 році писав послу Московії у Варшаві Воєйкову, що, борючись з невіглаством і забобонами серед духовенства та парафіян, відкрив у Слуцьку семінарію:
|  | Дістав православних професорів, а безліч попівських дітей, дуже до наук здібних, є. |

Наступник Досифея архімандрит Павло Волчанський 1768 року писав з території Речі Посполитої київському митрополиту Арсенію на Гетьманщину: за його попередника вже навчалося у «колегіумі» понад 70 учнів, проте за певний час до нового призначення архімандрита «хто по домівках, хто по різних місцях розбрівся». Вже був дім для сиріт та жебраків священницьких дітей; у 1767 році навчалося 15 осіб. Вчителем був віленський ієродиякон Йоасаф Статкевич.
1773 року єпископ на той час єдиної в Білорусі православної Могилевської єпархії святитель Георгій Кониський писав до Священного Синоду Відомства Православного Сповідання Російської імперії: «Цей монастир вотчину має і угіддя нічогенькі, і якби довелося за кордоном у Польщі бути особливому православному єпископу для всіх, то цей Слуцький монастир, як центральний, для життя такому єпископу був би найкращий». Цієї поради українського церковного діяча у Речі Посполитій таки дослухаються московські власті після анексії Біларусі, яка сталася невдовзі. 

### Після анексії Великого князіства Литовського з боку Московщини
Після захоплення території ВКЛ військами Московщини 1772 року, Слуцький монастир мав на збереженні низку реліквій загальнобілоруського значення. У монастирській ризниці зберігалися пожертвувані (1580) слуцьким князем Юрієм Олельком настоятельська палиця з литого срібла, срібний позолочений потир та писане ним статутне чотириєвангеліє. Тут же знаходилася фелонь із самотканої цільної срібної парчі та кипарисна палиця, прислана на благословення монастирю в 1611 році єрусалимським патріархом Феофаном через слуцького князя Ієроніма Радзивіла.
До вересня 1840 року катедрою мінських архієпископів здебільшого слугував Слуцький Троїцький монастир. 1842 року монастир зведений в 1-й клас, з початку XX століття — третьокласний. 1870 року єпископ Александр із титулом «мінський» перевів катедру безпосередньо у Мінськ і назвали нову обитель Свято-Духівським монастирем. На місці старого Слуцького монастиря оселилися ченці скасованого третьокласного чоловічого Іоанно-Богословського (Свято-Миколаївського) монастиря з містечка Грозове .
У першу світову війну у монастирі був лазарет. Влітку 1917 року будівлі монастиря, де жило 13 ченців та 13 послушників, передано Білоруській гімназії, настоятель архімандрит Афанасій Вечірко висланий.

### Під московсько-большевицькою окупацією
Після окупації БНР, московська влада систематично послаблювала впливи православної церкви, яка підпорядковувалася московському патріярху Тихону Бєлавіну. У 1927 році серед братії монастиря стався розкол, дехто почав висловлювати підтримку так званим «обновленцям». Обновленська церковна влада призначала Слуцьким Єпископом ігумена монастиря Саватія Зосимовича . 21 лютого 1930 року монастир закрили, реліквії було передано до музеїв. Остаточно монастирські будівлі зруйновані в 1950-х під час другої московсько-большевицької окупації Біларусі. Згодом на його місці московити облаштували своє військове містечко. 
Після відновлення самостійності Біларусі, монастир так і не відродився. Хіба тільки 1994 року на місці монастиря встановлено пам'ятний хрест.

## Церкви Троїцького монастиря
З опису 1678 року відомо, що вхід до монастиря був через високі дерев'яні ворота з дерев'яними вежами з боків, — між ними надбрамна церква св. Микити. Головний храм монастиря — Троїцький собор — як стверджують деякі білоруські історики, збудований у 1505 році княгинею Анастасією Олелькович, але документальних відомостей немає; мабуть, це дата закладки на згадку про вдалу оборону міста від татар. Відомо, що він у 1795 році оновлений архієпископом Віктором Садковським. Мав два приділа: правий на ім'я св. великомучениці Катерини, побудований коштом  Катерини II, і лівий» на ім'я Олександра Невського. У 1654 році церква, вже кам'яна, стояла у центрі монастирського двору, решта церков була дерев'яною. Пізніше храм неодноразово горів і грабувався, особливо у 1655 та 1660 роках. Іконостас у соборі був семиярусний, складався із трьох частин, з різьбленими позолоченими орнаментами.
Як пише А. Снітко, власник Слуцька князь Богуслав Радзивіл у 1667 році дав архімандриту Феодосію Василевичу на будівництво «спустошеного і зруйнованого ворогом» монастиря лісу, а слуцькі купці та шляхта у 1668–1669 роках оплатили камінь. Вже опис 1678 року говорить про те, що храм був майже відновлений, бо велася лише реставрація вівтаря. В 1732 році отримав привілей з дозволом на збір грошей на ремонт храму від короля Августа II. У травні 1732  до роботи, за домовленістю з монастирем, приступає артіль мулярів. У 1785–1788 роках церква збудована за проєктом та під керівництвом «Шаї Турова, міщанина слуцького» на замовлення слуцького архімандрита Віктора Садковського. Другі роботи велися до 1795, а іконостас закінчено в 1804 .
Імовірно, в другій пол. XVII ст. собор мав у плані форму хреста, одну вівтарну апсиду, дві чотириярусні вежі. На лівій був годинник з курантами, права була дзвіницею. Масивний четверик, зведений над міжхрестям, покривав триярусний купол. Храм мав наступні реліквії: чудотворну ікону Божої Матері візантійського письма, ікону Казанської Божої Матері візантійського письма, Євангеліє 1582 р., писане слуцьким князем Юрієм Олельковичем, портрети слуцьких князів Олександра Олельковича та трьох його синів: Юрія, Сямена, Олександра. На лівому боці в XIX ст. знаходилися мощі Гавриїла Білостоцького (1684–1690), перевезені зі згорілої Заблудівської парафіяльної церкви (нині мощі знаходяться в кафедральному Свято-Миколаївському соборі Білостока). У стіні правого бокового вівтаря у свинцевій раці було поховано тіло останньої з роду Олельковичів — Софії Олелькович-Радзивіл. Неподалік стояла дерев'яна домашня Свято-Благовіщенська церква; в 1800 році її вже не було, на її місці стояла церква Введення в храм Святої Богородиці. Поблизу церкви — дзвіниця з малим великим дзвонами. Шматки великого, відлитого ще за Олельковичів, довго лежали на землі; дзвін, певне, був скинутий за чергового розгрому XVII ст. На початку ХІХ ст. на дзвіниці було 8 дзвонів, більший, відлитий слуцькими ливарниками в 1799 році, важив 207 пудів. Далі було 5 келій, великий дерев'яний будинок настоятеля на кам'яному фундаменті, оточений верандою, з кухнею та трапезною. І ще дал — криниця, лазня, сараї, житлові будівлі, ставок із рибою, городи, сад. Згодом дерев'яні будівлі зникли, і в 1865–1867 будується двоповерхова кам'яна будівля у стилі пізнього класицизму з кімнатами настоятеля, келіями та церквою Благовіщення Святої Діви .
Також у Слуцьку, в той чи інший час, знаходилися  :
- Успінський жіночий православний монастир, заснований Олельковичами ;
- Монастир маріавіток жіночий;
- Спасівський православний чоловічий монастир, заснований слуцьким церковним братством 1600 ;
- Бернардинський чоловічий, заснований Радзивілами ;
- Монастир єзуїтів, заснований Радзивілами.